# Środki napadu powietrznego
Środki napadu powietrznego (ŚNP) –  środki zdolne do przeniesienia powietrzem ładunków bojowych i dokonania uderzenia z powietrza na obiekty położone na obszarze kraju oraz wojska.

## Podział ŚNP

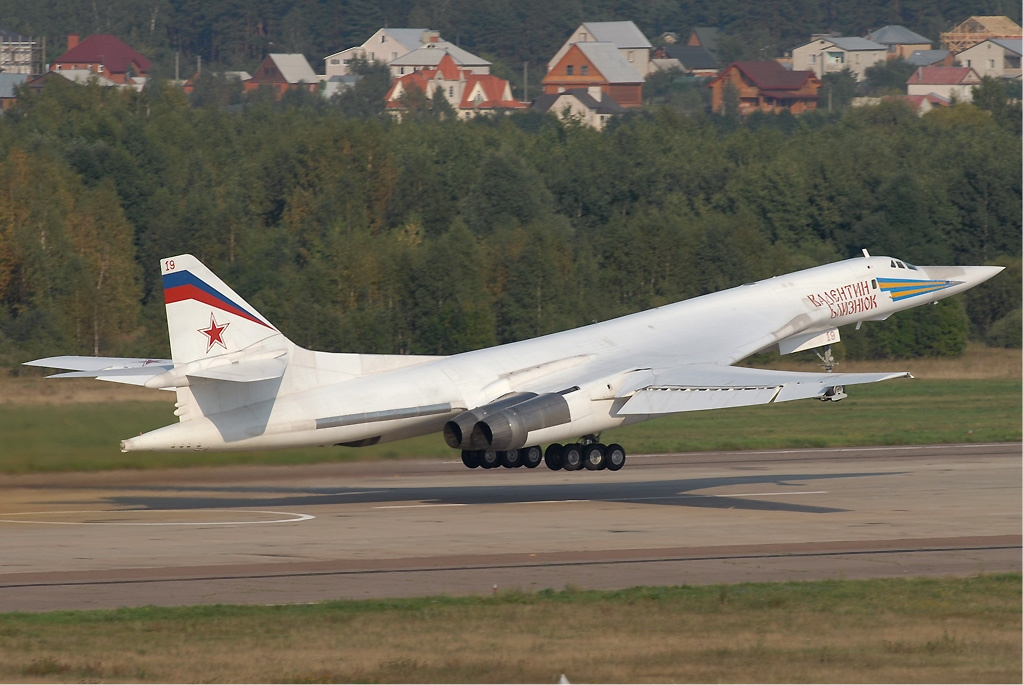
Rosyjski samolot bombowy Tu-160

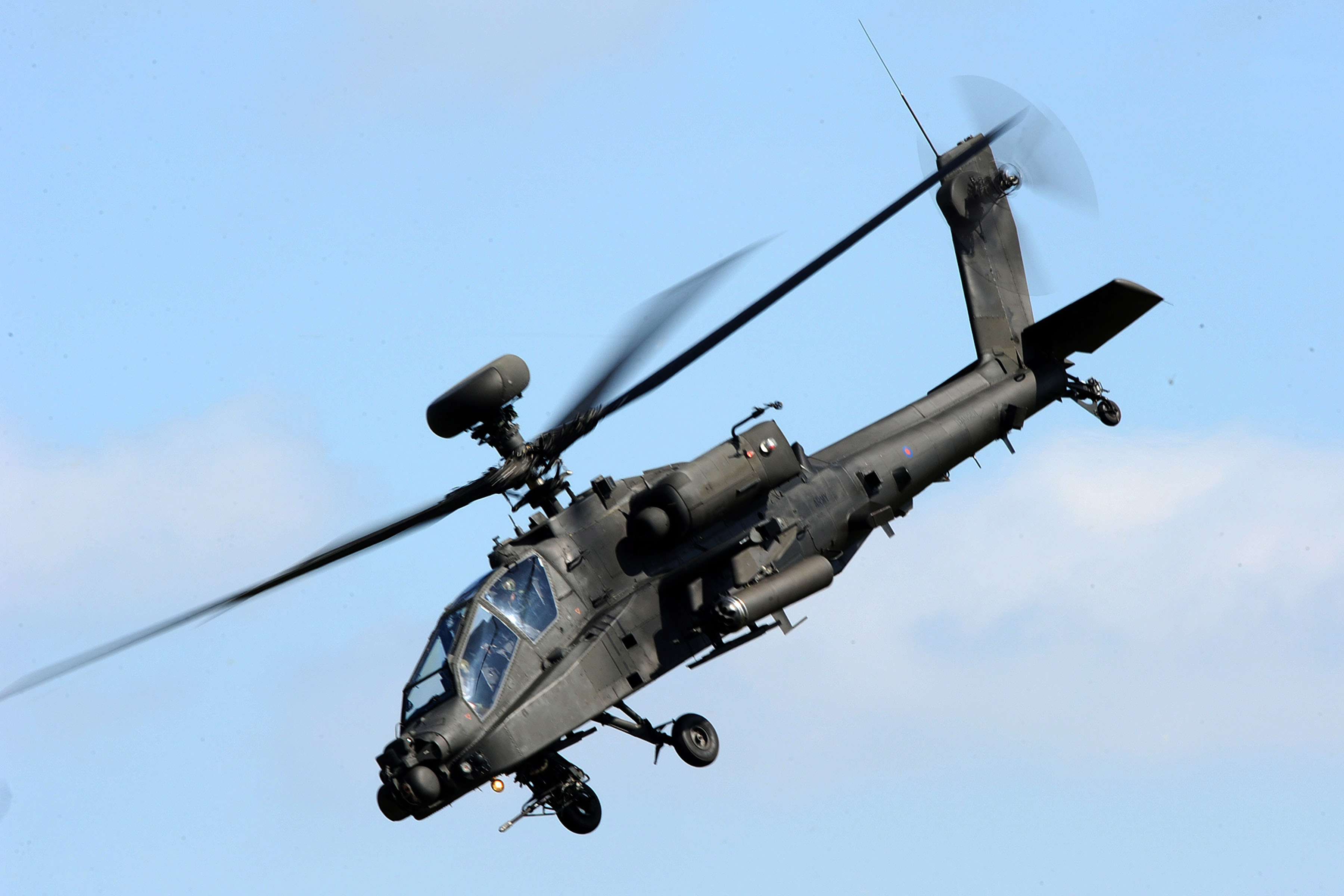
Śmigłowiec szturmowy AH-64 Apache

W zależności od konstrukcji, czynników lotu i charakteru działań ŚNP dzielą się na:
- aerodynamiczne aparaty latające
  - pilotowane
    - samoloty
      - samoloty bombowe
      - samoloty myśliwskie
      - samoloty myśliwsko-bombowe
      - samoloty szturmowe
      - samoloty rozpoznawcze
      - samoloty pokładowe
      - samoloty transportowe
      - samoloty walki radioelektronicznej
      - samoloty tankowce

    - śmigłowce
      - śmigłowce przeciwpancerne
      - śmigłowce szturmowe
      - śmigłowce obserwacyjno-łącznikowe i rozpoznania
      - śmigłowce wielozadaniowe
      - śmigłowce transportowo-desantowe

  - bezpilotowe
    - bezzałogowe systemy powietrzne
      - rozpoznawcze
      - uderzeniowe
      - specjalne
      - inne

    - rakiety balistyczne
    - rakiety skrzydlate
- aerostatyczne aparaty latające[a]
  - pilotowane aerostatyczne aparaty latające (sterowce)
  - bezpilotowe aerostatyczne aparaty latające (balony dryfujące)
- wojskowe aparaty kosmiczne[b]
  - bojowe aparaty kosmiczne
  - kosmiczne aparaty zabezpieczenia

W zależności od rodzaju wykonywanego zadania oraz przeznaczenia ŚNP dzielą się na:

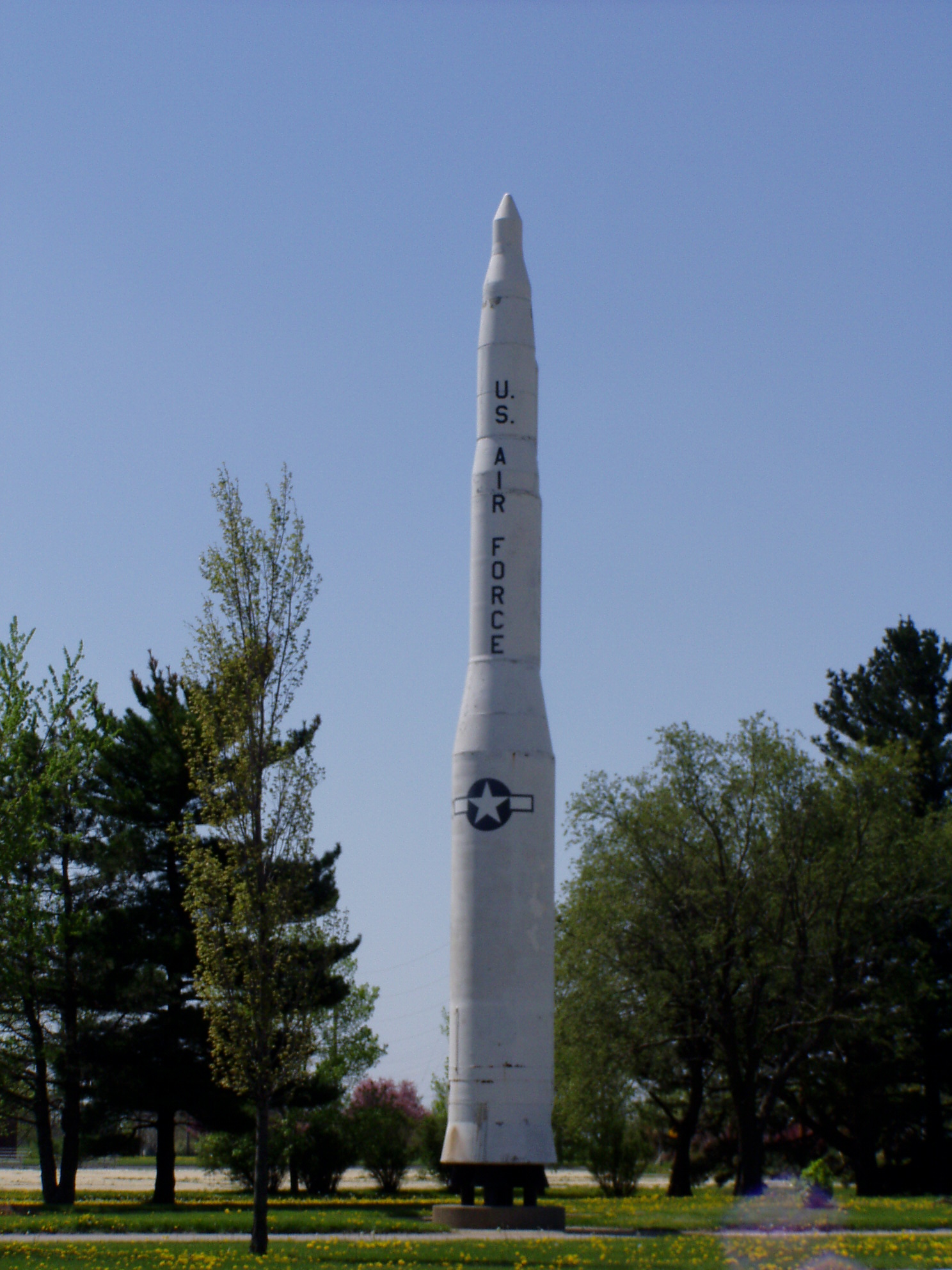
Międzykontynentalny pocisk balistyczny Minuteman

- strategiczne środki napadu powietrznego
  - urządzenia wojskowo-kosmiczne
  - międzykontynentalne rakiety balistyczne
  - bombowce strategiczne
  - samoloty rozpoznawcze
  - samoloty tankowania powietrznego
- taktyczne środki napadu powietrznego
  - rakiety taktyczne
  - rakiety operacyjno-taktyczne
  - samoloty bombowe
  - samoloty myśliwsko-bombowe
  - samoloty myśliwskie
  - samoloty rozpoznawcze
  - samoloty walki radioelektronicznej
  - samoloty lotnictwa pokładowego
- bezzałogowe systemy powietrzne
  - rozpoznawcze
  - bojowe

## Lotnicze środki rażenia

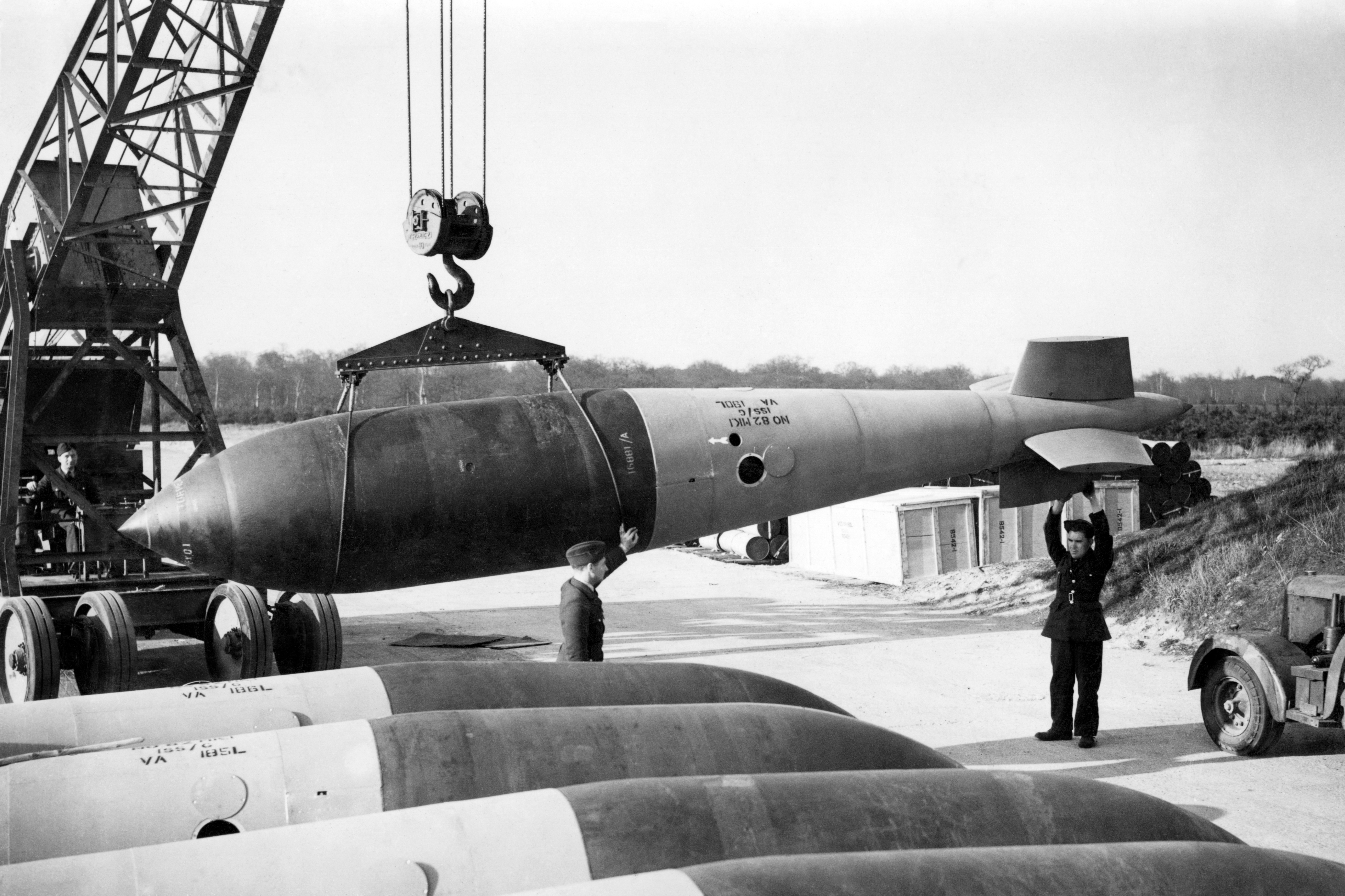
Brytyjska bomba burząca Grand Slam

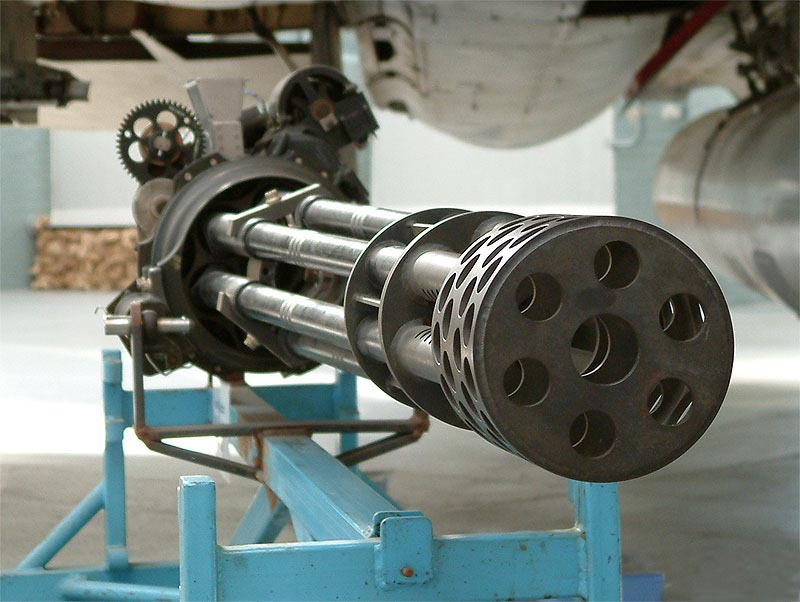
Działko M61 Vulcan stanowiące uzbrojenie strzeleckie samolotów

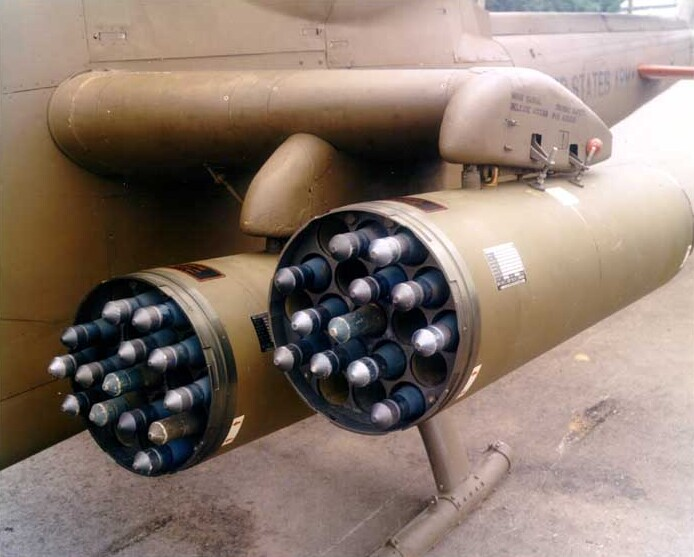
Wyrzutnie niekierowanych pocisków Hydra na śmigłowcu Bell AH-1 Cobra

Broń lotnicza to środki bojowe wraz z ich napędami, urządzeniami do sterowania lub stabilizacji toru lotu i zapalnikami.

### Podział broni lotniczej
Ze względu na sposoby oddzielania się środka bojowego od statku powietrznego:
- broń bombardierska (bomby)
  - bomby zasadniczego przeznaczenia
    - bomby burzące
    - bomby odłamkowe
    - bomby odłamkowo-burzące
    - bomby przeciwczołgowe
    - bomby zapalające
    - bomby przeciw okrętom podwodnym

  - bomby pomocniczego przeznaczenia
    - bomby oświetlające
    - bomby błyskowe
    - bomby ćwiczebne

  - bomby specjalnego przeznaczenia
    - bomby orientacyjno-sygnalizacyjne
    - morskie bomby orientacyjne
    - bomby dymne
    - bomby imitacyjne[c]
    - bomby agitacyjne
- broń strzelecka[d]
- broń rakietowa
  - niekierowane pociski rakietowe
  - kierowane pociski rakietowe[e]
    - pociski małego zasięgu
    - pociski średniego zasięgu
    - pociski dużego zasięgu